# Pyrrhocoris
Pyrrhocoris este un gen de hemiptere din familia Pyrrhocoridae.
Există aproximativ șase specii. De departe cea mai cunoscută este Pyrrhocoris apterus, numită în popor vaca-Domnului. Multe aspecte ale biologiei acestei specii au fost studiate extensiv.
Speciile din gen sunt:
- Pyrrhocoris apterus
- Pyrrhocoris fuscopunctatus
- Pyrrhocoris marginatus
- Pyrrhocoris sibiricus
- Pyrrhocoris sinuaticollis